# Grässjön (Sunne socken, Värmland)
Grässjön är en sjö i Hagfors kommun och Sunne kommun i Värmland och ingår i Göta älvs huvudavrinningsområde. Sjön har en area på 0,137 kvadratkilometer och ligger 226,4 meter över havet. Sjön avvattnas av vattendraget Ranån (Mansån).

## Delavrinningsområde
Grässjön ingår i det delavrinningsområde (664279-136290) som SMHI kallar för Inloppet i Rannsjön. Medelhöjden är 275 meter över havet och ytan är 21,6 kvadratkilometer. Det finns inga avrinningsområden uppströms utan avrinningsområdet är högsta punkten. Ranån (Mansån) som avvattnar avrinningsområdet har biflödesordning 2, vilket innebär att vattnet flödar genom totalt 2 vattendrag innan det når havet efter 317 kilometer. Avrinningsområdet består mestadels av skog (88 procent). Avrinningsområdet har 0,88 kvadratkilometer vattenytor vilket ger det en sjöprocent på 4,1 procent.